# Szórádi Nikolett
Szórádi Nikolett (Győr, 1986. április 6. –) válogatott labdarúgó, hátvéd.

## Pályafutása

### Klubcsapatban
A Győri ETO csapatában kezdte a labdarúgást. A 2007–08-as idényben kölcsönben a Viktória FC együttesében szerepelt, ahol bajnoki ezüstérmes és kupa győztes lett. A következő idénytől a Győri Dózsa játékosa lett. 2008 és 2011 év végégi szerepelt a Dózsában. 2012 februárjában a Viktória csapatához szerződött, ahol a szezon végeztével befejezte aktív pályafutását. Jelenleg a győri ETO női csapatának erőnléti edzőjeként tevékenykedik.

### A válogatottban
2006 és 2011 között 17 alkalommal szerepelt a válogatottban.

## Sikerei, díjai
- Magyar bajnokság
  - 2.: 2007–08, 2011–12
  - 3.: 2009–10
- Magyar kupa
  - győztes: 2008
  - döntős: 2009, 2012[1]

## Statisztika

### Mérkőzései a válogatottban
| Magyarország | Magyarország         | Magyarország                      | Magyarország | Magyarország | Magyarország  | Magyarország | Magyarország | Magyarország |
| #            | Dátum                | Helyszín                          | Hazai        | Eredmény     | Vendég        | Kiírás       | Gólok        | Esemény      |
| ------------ | -------------------- | --------------------------------- | ------------ | ------------ | ------------- | ------------ | ------------ | ------------ |
| 1.           | 2006. március 7.     | Szenc                             | Szlovákia    | 3 – 2        | Magyarország  | barátságos   | -            |              |
| 2.           | 2006. március 25.    | Zalaegerszeg, Andráshidai stadion | Magyarország | 0 – 5        | Hollandia     | vb-selejtező | -            | 74'          |
| 3.           | 2006. április 22.    | Dunaújváros, Dunaferr stadion     | Magyarország | 0 – 5        | Franciaország | vb-selejtező | -            | 81'          |
| 4.           | 2006. augusztus 26.  | Bruck an der Leitha               | Ausztria     | 1 – 1        | Magyarország  | vb-selejtező | -            | 46'          |
| 5.           | 2006. szeptember 24. | Zwolle                            | Hollandia    | 4 – 0        | Magyarország  | vb-selejtező | -            |              |
| 6.           | 2007. március 14.    | Szenc                             | Szlovákia    | 2 – 3        | Magyarország  | barátságos   | -            | 60'          |
| 7.           | 2007. március 15.    | Győr, Integrál-DAC pálya          | Magyarország | 3 – 1        | Szlovákia     | barátságos   | -            |              |
| 8.           | 2009. június 3.      | Ptuj                              | Szlovénia    | 2 – 5        | Magyarország  | barátságos   | -            | 46'          |
| 9.           | 2009. szeptember 2.  | Hajdújárás                        | Szerbia      | 1 – 8        | Magyarország  | barátságos   | -            | 69'          |
| 10.          | 2010. március 11.    | Szenc                             | Szlovákia    | 1 – 1        | Magyarország  | barátságos   | -            | 65'          |
| 11.          | 2010. november 26.   | Győr, ETO Park                    | Magyarország | 3 – 4        | Csehország    | barátságos   | -            | 62'          |
| 12.          | 2010. november 28.   | Lanžhot                           | Csehország   | 1 – 2        | Magyarország  | barátságos   | -            |              |
| 13.          | 2011. május 15.      | Ludbreg                           | Horvátország | 1 – 1        | Magyarország  | barátságos   | -            | 81'          |
| 14.          | 2011. május 17.      | Zalaegerszeg, Andráshidai pálya   | Magyarország | 1 – 0        | Horvátország  | barátságos   | -            | 72'          |
| 15.          | 2011. június 7.      | Telki                             | Magyarország | 0 – 1        | Kanada        | barátságos   | -            | 89'          |
| 16.          | 2011. augusztus 23.  | Arad                              | Románia      | 4 – 2        | Magyarország  | barátságos   | -            | 46'          |
| 17.          | 2011. augusztus 25.  | Pécska                            | Románia      | 2 – 0        | Magyarország  | barátságos   | -            | 86'          |
|              | Összesen             |                                   |              | 17           | mérkőzés      |              | 0            | gól          |